# Sofija Nalepynska-Bojtschuk

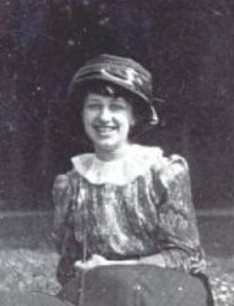
Sofija Nalepynska-Bojtschuk (vor 1910)

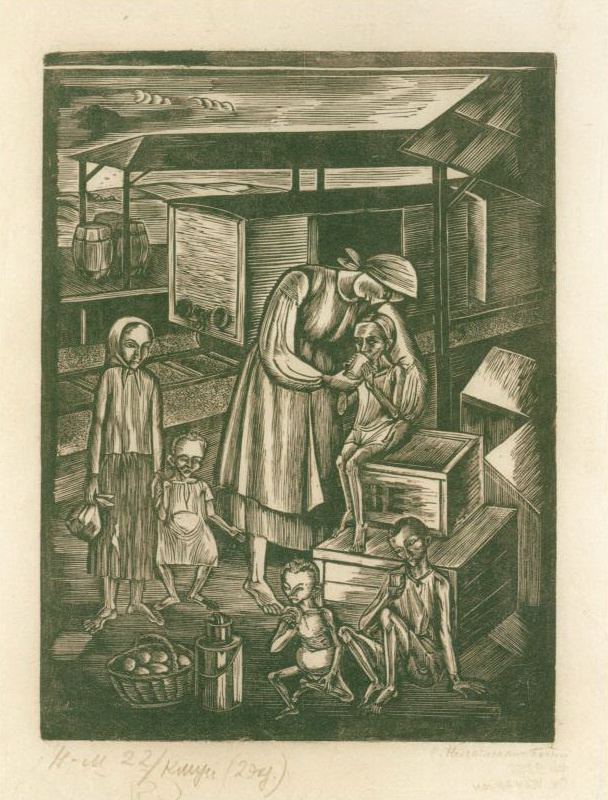
Hunger, Darstellung des Holodomor

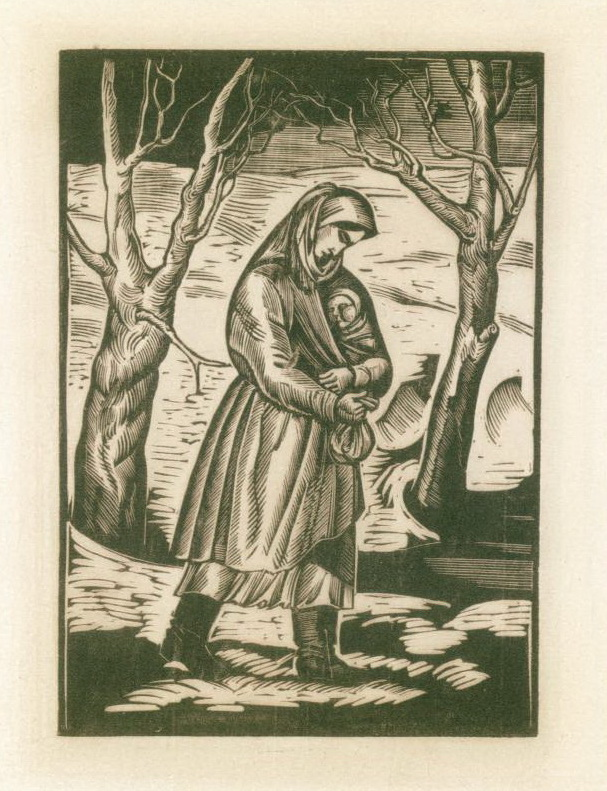
Exil

Sofija Oleksandriwna Nalepynska-Bojtschuk (ukrainisch Софія Олександрівна Налепинська-Бойчук, polnisch Zofia Nalepińska-Bojczukowa; * 30. Juli 1884 in Łódź, Weichselland, Russisches Kaiserreich; † 11. Dezember 1937 in Kiew, Ukrainische SSR) war eine ukrainische Künstlerin und Grafikerin. Mit ihrem Mann zählt sie zu den Künstlern der „hingerichteten Wiedergeburt“ (rosstriljane widrodschennja).

## Leben
Zofia Nalepińska war Polin und wurde am 30. Juli 1884 in Łódź geboren. Ihr Vater war Eisenbahnbeamter und wurde 1888 an das Bahnministerium in Sankt Petersburg versetzt. Ihre Mutter war Tochter eines Arztes und hatte französische Vorfahren. Zofias jüngerer Bruder war der Dichter Tadeusz Nalepiński (1885–1918). Sie erhielt ihre künstlerische Ausbildung bei dem polnischen Maler Jan Ciągliński an der Kunstakademie in Sankt Petersburg.
In München nahm sie 1906–1907 private Stunden bei dem Ungarn Simon Hollósy. Nalepińska ging von 1909 bis 1911 nach Paris, um ihre Ausbildung abzuschließen. Sie lernte dort ihren späteren Ehemann Mychajlo Bojtschuk (1882–1937) kennen, der sie in seiner eigenen Atelierschule unterrichtete. Im Jahr 1910 reisten sie mit Mykola Kasperowytsch nach Italien.
Das Paar heiratete 1917. Sie unterrichtete 1918–1921 am Technikum für Kunst und Keramik in Myrhorod und 1921–1922 am Technikum für Kunst und Industrie in Kiew. Von 1922 bis 1924 leitete sie die xylographische Werkstatt am Kiewer Institut für Plastische Künste. Zuletzt lehrte sie bis 1935 am Kiewer staatlichen Institut der Künste («Київський державний художній інститут»). Ihr Ehemann war dort Gründungsprofessor und lehrte monumentale Kunst. Nalepynska-Bojtschuk gehörte von 1925 bis 1931 der Vereinigung für revolutionäre Kunst der Ukraine an. In den Jahren von 1928 bis 1932 wurden ihre Werke in mehr als 35 Gruppenausstellungen sowjetischer Kunst gezeigt.
In der Zeit des Großen Terrors wurde Mychajlo Bojtschuk im November 1936, seine Frau im Juni 1937 vom Geheimpolizei (NKWD) verhaftet. Er wurde am 13. Juli und sie am 11. Dezember hingerichtet. Der Mitstudent Mykola Kasperowytsch wurde am 7. Mai 1938 erschossen. Sie wurde 1958 posthum „rehabilitiert“.

## Werk
Nalepynska-Bojtschuk schuf Gemälde und Buchgrafik, dazu gehörten Holzschnitte. Nicht realisiert wurde eine Reihe von Entwürfen für ukrainisches Papiergeld und Wertpapiere aus der Zeit des kurzlebigen ukrainischen Staats der Jahre zwischen 1917 und 1921.